# Jouy-sous-Thelle
Jouy-sous-Thelle è un comune francese di 944 abitanti situato nel dipartimento dell'Oise della regione dell'Alta Francia.

## Società

### Evoluzione demografica
Abitanti censiti